# نوکتورن

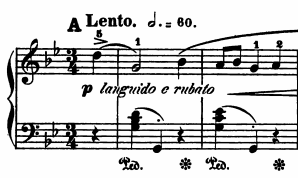
نوکتورننوکتورننوکتورن

نوکتورن (گرفته شده از واژه فرانسوی noturnal به معنی شبانه) قطعه‌ای موسیقی است که بر پایه سنت اروپایی برای نواختن در شب ساخته شده‌است یا حال و هوای شبانه دارد. نخستین مجموعه نوکتورن‌ها برای پیانو در سال ۱۸۱۳ توسط آهنگساز ایرلندی، جان فیلد منتشر شد. نوکتورن توسط فردریک شوپن به کمال رسید. و معروفترین نوکتورن متعلق به وی است.

## تاریخچه
کلمه نوکتورن اولین بار هنگامی در قرن هفدهم به کار برده شد که قطعاتی گروهی و دارای چندین موومان که اغلب در مهمانی‌های شبانه نواخته می‌شد ظهور کردند. گاهی از معادل ایتالیایی این کلمه برای نام‌گذاری چنین قطعاتی استفاده می‌شد که می‌توان به سرناتا نوتورنا (serenata notturna) اثر موتسارت اشاره کرد. در آن زمان نوکتورن را الزاماً برای شب‌نشینی‌ها نمی‌نوشتند اما ممکن بود مانند سرناد برای یک اجرای شبانه در نظر گرفته شود.
فرم نوکتورن عامیانه‌تر از قطعات تک موومانی است که اغلب برای پیانو سلو نوشته می‌شد. این فرم در قرن نوزدهم گسترده‌تر شد. اولین کسی که قطعاتی با عنوان نوکتورن نوشت، جان فیلد آهنگساز ایرلندی بود که پدر نوکتورن رمانتیک خوانده می‌شود اما با این حال فردریک شوپن مشهورترین آهنگساز در زمینه تصنیف نوکتورن است که ۲۱ نوکتورن برای پیانو نوشته‌است. از آهنگسازان پس از شوپن که نوکتورن‌هایی نوشته‌اند می‌توان به گابریل فوره، الکساندر اسکریابین و اریک ساتی اشاره کرد.
از نمونه‌های دیگر این فرم موسیقایی رویای نیمه شب تابستان اثر مندلسون است که برای ارکستر نوشته شده و موومان اول کنسرتو ویلن شماره ۱ ساخته دیمیتری شوستاکوویچ.
اولین موومان از سونات مهتاب اثر بتهوون را نیز می‌توان نمونه‌ای از یک نوکتورن دانست، اگرچه بتهوون خود چنین تعبیری از سوناتش نداشت.
نوکتورن‌ها قطعاتی ملایم و آرام و اغلب پر معنی و غزل گونه و گاهی غم‌انگیز هستند. اما برخی از نوکتورن‌ها حس کاملاً متفاوتی را القا می‌کنند مانند دومین نوکتورن ارکسترال دبوسی که حالتی سرزنده و شاد دارد.

## آهنگسازان اصلی نوکتورن
- جان فیلد: ابداع‌کنندهٔ نوکتورن پیانو؛ او ۱۶ قطعه نوکتورن ساخت.
- کارل چرنی: ۱۷ قطعه برای پیانو
- فردریک شوپن: ۲۱ قطعه برای پیانو
- روبرت شومان: ۴ قطعه به نام قطعات شب، اُپوس ۲۳
- کلارا شومان: یک قطعه به نام نوکتورن در فا ماژور، اپوس ۶ شمارهٔ ۲
- میخائیل گلینکا: ۳ قطعه
- فرانتس لیست: یک قطعه به نام در رؤیا
- کلود دبوسی: ۳ قطعه برای ارکستر و کُر، و یک قطعه برای پیانو
- گابریل فوره: ۱۳ قطعه برای پیانو
- اریک ساتی: ۵ قطعه برای پیانو
- فرانسیس پولنک: ۸ قطعه برای پیانو